# Corral Nuevo
Corral Nuevo är en ort i Mexiko.   Den ligger i kommunen Acayucan och delstaten Veracruz, i den sydöstra delen av landet, 400 km öster om huvudstaden Mexico City. Corral Nuevo ligger 67 meter över havet och antalet invånare är 4 547.
Terrängen runt Corral Nuevo är platt. Runt Corral Nuevo är det ganska tätbefolkat, med 149 invånare per kvadratkilometer. Corral Nuevo är det största samhället i trakten. Omgivningarna runt Corral Nuevo är en mosaik av jordbruksmark och naturlig växtlighet.